# Nhà hát Kịch Sân khấu nhỏ
Nhà hát Kịch Sân khấu nhỏ Thành phố Hồ Chí Minh là một trong những nhà hát kịch nhà nước đầu tiên TP Hồ Chí Minh sau năm 1975. Còn có tên là Sân khấu kịch 5B. Địa chỉ nhà hát kịch tại 5B Võ Văn Tần, Q.3, TP.HCM.
Phong cách của Sân khấu nhỏ 5B là sân khấu thể nghiệm (experimental theatre), tức là biểu diễn theo hình thức diễn trong khán phòng nhỏ, sân khấu được bố trí ở giữa hoặc như catwalk, khán giả ngồi xung quanh, có thể không có micro cho diễn viên.

## Lịch sử
Nhà hát kịch Sân khấu nhỏ thành lập ngày 7/7/1997 với tiền thân là CLB Sân khấu thể nghiệm Hội Sân khấu TP.HCM (thành lập năm 1984).
Từ những năm 1980, Sân khấu Nhỏ là cái nôi của nhiều ngôi sao sân khấu TP HCM như Minh Trang, Thành Lộc, Hữu Châu, Hồng Vân, Quốc Thảo, Thanh Thủy, Kim Xuân, Việt Anh, Minh Nhí, Hồng Đào.

## Các vở kịch nổi tiếng
- Dư luận quần chúng
- Trong hào quang bóng tối
- Một cuộc đời bị đánh cắp
- Điều thiêng liêng nhất
- Lôi vũ
- 20 phút với một thiên thần
- Gái giang hồ quốc tế,
- Tiếng chim hót trong vườn ngọc lan (kịch nước ngoài),
- Mùa hạ cay đắng (Nguyễn Quang Lập),
- Dạ cổ hoài lang (Thanh Hoàng)